# Platyhypnidium lusitanicum
Platyhypnidium lusitanicum là một loài Rêu trong họ Brachytheciaceae. Loài này được (Schimp.) Ochyra & Bednarek-Ochyra miêu tả khoa học đầu tiên năm 1999.